# Grand Slang
La Grand Slang (AFI /ɡɹˈænd slˈæŋ/) és una lletra tipogràfica de pal sec. Va ser creada pel dissenyador gràfic alemany Nikolas Wrobel i publicada el 1 de setembre de 2019 per la foneria tipogràfica Nikolas Type.

## Descripció
La inspiració per al disseny de la Grand Slang deriva de la cal·ligrafia nord-americana del segle XX, així com del treball dels cal·lígrafs nord-americans Oscar Ogg i William Addison Dwiggins. Elements també provenen de la col·lecció personal del dissenyador i de ròtuls que apareixen en obres cinematogràfiques nord-americanes de les dècades dels anys 40 i 50.
La tipografia combina característiques de l'antiqua i la grotesca, fusionant la cal·ligràfia amb formes geomètriques netes. Exhibeix un equilibri entre estabilitat i flexibilitat, incloent més de 310 glifs, que inclouen minúscules i majúscules, números, signes de puntuació, accents, diacrítics, lligadures i símbols.
El nom, Grand Slang, està compost per les paraules grand i slang de l'anglès. En l'argot americà i britànic, la paraula grand fa referència a un conjunt de mil dòlars o lliures esterlines.
La tipografia Grand Slang està disponible per a descàrrega digital en formats de fitxers OpenType i Web Open Font Format, adequada per a disseny gràfic, disseny web, aplicacions i llibres electrònics.
Suporta una varietat de llengües d'Europa basades en l'alfabet llatí i es distribueix amb llicència de programari de propietat, restringint l'ús i la redistribució segons els termes establerts en la llicència de programari.